# Llista de rellotgers catalans

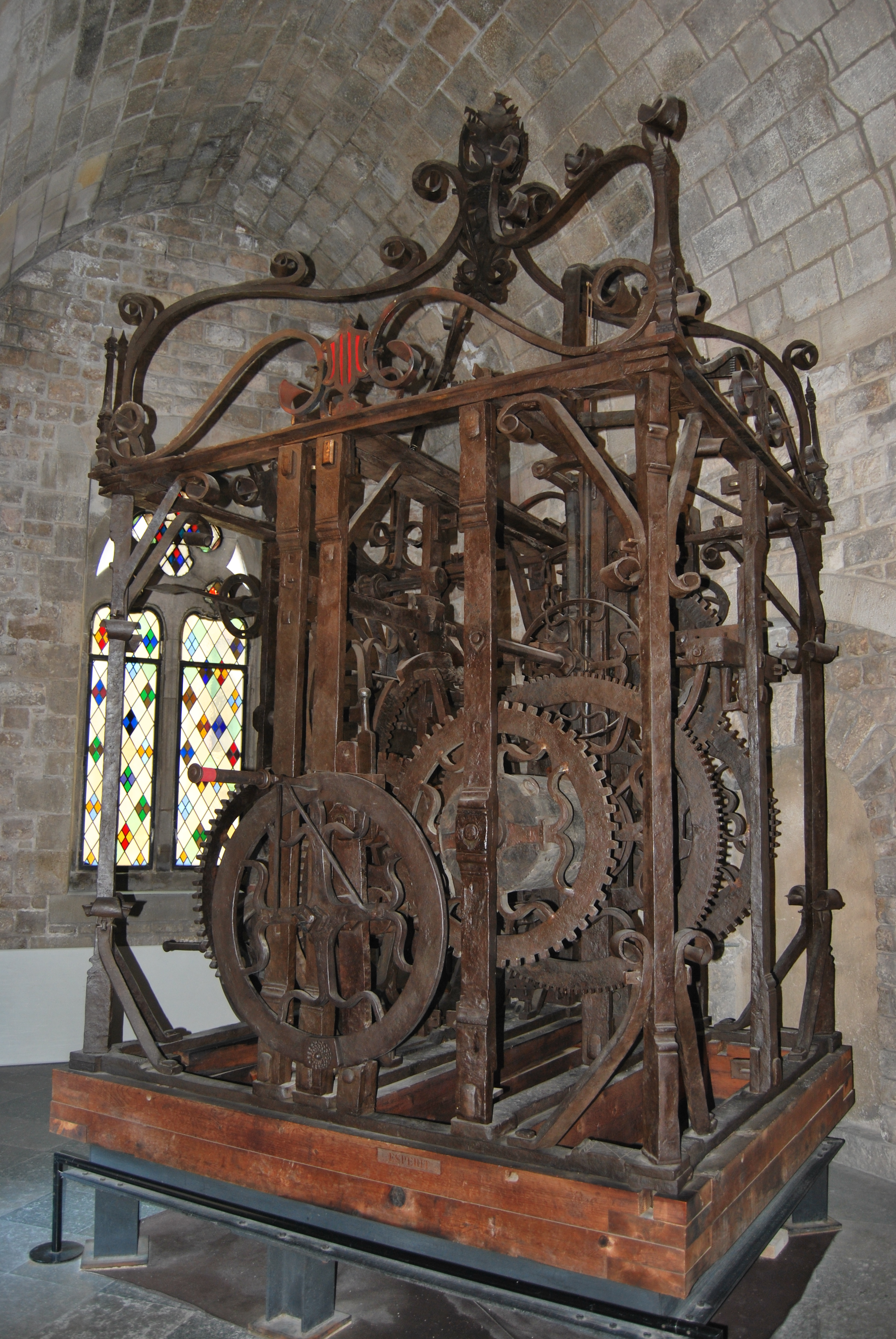
Rellotge dels flamencs o gran rellotge de Barcelona, 1576

La fabricació de rellotges mecànics a Catalunya va assolir un gran nivell. Al costat dels rellotges de torre o campanar, hi ha documentada la fabricació de rellotges de petites dimensions amb tota mena d'accessoris i prestacions (campanetes, indicacions de les fases lunars…).
Aquesta és una llista de rellotgers catalans o establerts a Catalunya. Representativa i no pas exhaustiva.

## Exemple delseglexiv
El gran nivell dels rellotgers catalans pot deduir-se a partir d'un exemple.
Una carta del 6 de febrer de 1376, del rei Pere el Cerimoniós a Elionor, una de les seves filles, descriu un rellotge amb moltes prestacions que li trametia com a obsequi (pàgines 265 i 266 de la referència).
Les característiques del rellotge eren les següents:
- Tres campanetes per a tocar les hores
- Astrolabi giratori en la part frontal (una volta cada 24 hores)
  - Tres làmines per a les latituds dels territoris reials. (NOTA: mal descrites en la carta)
    - Primera (39 graus en una cara i 40 en l'altra cara)
    - Segona (41 en una cara i 42 en l'altra)
    - Tercera (43 graus/44 graus)
- Indicació del moviment de la lluna
- Indicació del moviment del sol
- Representació del zodíac i d'algunes estrelles fixes.

## Llista de mestres rellotgers
A continuació es presenta una llista representativa d'alguns artesans rellotgers, ordenada cronològicament. La llista està basada en artesans que fabricaven rellotges mecànics, però inclou altres detalls interessants relacionats amb el tema.

### Segle XIV
- Mosse Jacob (Perpinyà).[2][3]
- Bernat Fermí (Barcelona).[4]
  - L'any 1332 construí un rellotge per al rei.[5]
- Joan Alemany. (Joan de Tornay: "Johannes Alemanus magister operis orlogiorum").
  - 1378. Rellotge construït a Tortosa.[6][7][8][9]
  - 1378. Encàrrec del rellotge de València.[10][11]
- Nathan del Barri (Perpinyà).[4]
- Isaac Nafucí (Mallorca).[4][12]
- Bernat Desplà (Barcelona 1382).[13]
- Antoni Core (de Bolonya).[13]
  - 1390. Rellotge de la Seu de Lleida.
- Joan Torrent (Bagà 1394).[13]

### Segle XV
- Joan de la Pedra (Palamós/Vic).[14]
- Joan Agustí (Girona).[15][16]
- Jaume Ferrer I.[13]
- Jaume Ferrer II.[13]
- Miquel Petro.[13]
- Jaume Sala.[13]
- Bertran Soler.[13]
- Mestre Agustí. Arquitecte.
  - 1479. Encàrrec del rellotge de la Seu de Girona.[17]

### Segle XVI
- Pere Anés (Girona).[15][18]
- Barceló, Joan. Manyà, rellotger municipal de Mataró de 1580 a 1611[19]
- Bernardí, Joan. Rellotger de Lleida a qui l’any 1592 s'encarrega la fabricació del rellotge de l’església de Sant Fèlix de Sabadell[20]
- Bruguer, Gabriel. Mossèn que el 1565 s'encarrega del manteniment del rellotge de la catedral de Vic[21]
- Ferrer, Gabriel. Constructor de rellotges documentat a Valls el 1585[22]
- Ferrer, Jaume (Barcelona)[23]
- Nicolau, Simó. Rellotger flamenc, coautor amb Ossen del cinquè rellotge de la catedral de Barcelona el 1576[24]
- Molet, Antoni. Rellotger de Barcelona autor del rellotge de l’Antic Hospital de la Santa Creu que funcionà entre 1511 i 1732[25]

### Seglexvii
- Amador Soler. Rellotger municipal de Barcelona, responsable, el 1685, de la proposta de canvi de regulador de foliot a pèndol del rellotge de la Catedral que realitzà el rellotger Sitjar.[26]
- Miquel Sitjar de Barcelona.[27]
  - L'any 1685 va transformar el mecanisme del rellotge de la catedral de Barcelona, canviant l'escapament d'agulla i esperit en un sistema de pèndol.[28]
- Joan Baró. Daguer de Barcelona que el 1615 tenia al seu càrrec el rellotge de la catedral.[29]
- Joan Bonavent. Pedrenyaler i rellotger municipal de Mataró de 1680 a 1683[30]
- Joan Calvet. Membre del consell municipal de l’Espluga de Francolí que el 1662 adobà el rellotge de campanar de la vila pel que cobrà 14 lliures[31]
- Joan Casals. Rellotger de Vic. El 1606 va construir el rellotge de campanar de Cardona.[32]
- Jacint Duran. Serraller que el 1660 i el 1663 adoba el rellotge de la Catedral de Vic.[33]
- Francesc Vives. Rellotger documentat a Vilafranca del Penedès al 1658.[34]

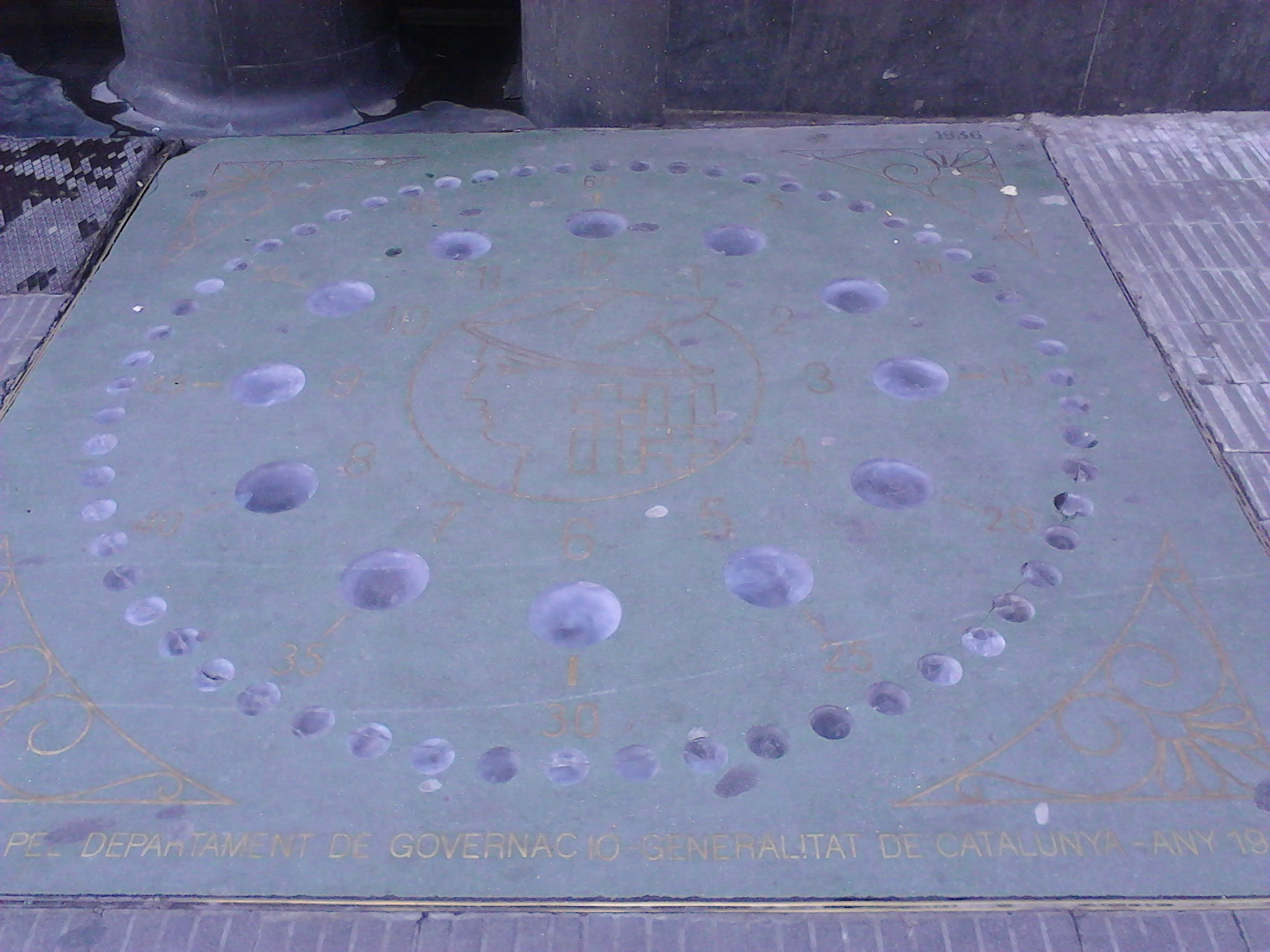
Rellotge lluminós. Disseny de Joan Cabrerizo. Via Laietana, 69 (Barcelona). 1936.

### Seglexviii
- Josep Balí (Mataró).[36]
- Segimon Noguera (Manresa).[27]
- Joan Puigferrat (Gironella).[27]
- Miquel Rosals (Manresa).[27]
- Josep Rosals (Manresa).[27]
- Antoni Safoy (Girona)
- Josep Sanesteva (Moià).[27]
- Francesc Crusat (Moià).[27]
- Baltasar Rosal. Rellotger de Berga que el 1696 i el 1726 se’l troba relacionat amb reparacions fetes al rellotge de l’església de Sant Pere.[37]

### Seglexix
- Albert Billeter (Barcelona)[38][39]
- Francesc Farriols (Berga).[27]
- Bru Farriols (Berga).[27]
- Josep Obiols i Serra (Berga).[27]
- Frederic Soler i Hubert (Barcelona)[27]
  - No hi ha documents que indiquin que en Pitarra fos constructor de rellotges però regentava una rellotgeria a Barcelona.
- Josep Esplugues (Arenys de Mar).[27]
- Llorenç Biscarri (Montblanc).[40]
- Agustí Pomès (Montblanc).[40]
- Oswald Maurer (Barcelona)[41]